# Stephan Rixen
Stephan Rixen (* 23. September 1967 in Birkesdorf) ist ein deutscher Rechtswissenschaftler und Hochschullehrer und ehemaliges Mitglied des Deutschen Ethikrates.

## Leben
Rixen wuchs im Rheinland auf und studierte nach Schulbesuch und Zivildienst in Aachen in der Zeit von 1989 bis 1995 Rechtswissenschaften in Tübingen und an der Katholieke Universiteit Leuven. Im Juni 1995 legte er das Erste Juristische Staatsexamen in Tübingen ab, anschließend promovierte er in Gießen bei Wolfram Höfling mit der Dissertation Lebensschutz am Lebensende – das Grundrecht auf Leben und die Hirntodkonzeption. Nach dem Zweiten Juristischen Staatsexamen im November 1999 in Düsseldorf arbeitete er zunächst kurze Zeit als Rechtsanwalt.
Rixen war schließlich ab August 2001 als Assistent am Institut für Staatsrecht (Forschungsstelle für das Recht des Gesundheitswesens) der Universität zu Köln beschäftigt. Er habilitierte sich dort am 22. Juli 2004 mit einer Arbeit über das Leistungserbringerrecht der gesetzlichen Krankenversicherung. Dabei fasst er „Sozialrecht als öffentliches Wirtschaftsrecht“ auf. Er erhielt die Lehrbefugnis für Staats- und Verwaltungsrecht, deutsches und europäisches Sozialrecht sowie öffentliches Wirtschaftsrecht. Ab Mai 2007 hatte Rixen eine W3-Professur am Fachbereich Sozialwesen der Universität Kassel (Institut für Sozialpolitik und Organisation Sozialer Dienste) für das Fachgebiet „Recht sozialer Dienstleistungen und Einrichtungen“ inne. Zeitweise war er dort auch Dekan. Ab dem 1. April 2010 war er Inhaber einer W3-Professur an der Rechts- und Wirtschaftswissenschaftlichen Fakultät der Universität Bayreuth, Lehrstuhl für Öffentliches Recht I (Öffentliches Recht, Sozialwirtschafts- und Gesundheitsrecht). 
Zum 1. April 2022 nahm Rixen einen Ruf an die Rechtswissenschaftliche Fakultät der Universität zu Köln an. Seither ist er dort Inhaber des Lehrstuhls für Öffentliches Recht mit dem Schwerpunkt Staatsrecht und Öffentliches Wirtschaftsrecht, Direktor des Instituts für Staatsrecht und Leiter der Forschungsstelle für das Recht des Gesundheitswesens.
Von 2010 bis 2018 war Rixen Mitglied in Fachausschüssen des Deutschen Vereins für öffentliche und private Fürsorge, zuerst zum Themenbereich „Sozialpolitik, soziale Sicherung, Sozialhilfe“, dann „Jugend und Familie“. 2009/2010 hat er die Bundesregierung in den Verfahren vor dem Bundesverfassungsgericht zum sozialrechtlichen Existenzminimum für Kinder als Prozessbevollmächtigter vertreten. Er ist Vorsitzender des Fachbeirats Soziale Entschädigung, der das Bundesministerium für Arbeit und Soziales berät, und gehört der Steuerungsgruppe des „Netzwerks Sozialrecht“ an, das vom Hugo Sinzheimer Institut für Arbeits- und Sozialrecht (HSI) und vom Deutschen Gewerkschaftsbund (DGB) organisiert wird.
Von Mai 2015 bis 2022 war Rixen Mitglied des Ombudsman für die Wissenschaft, eines Gremiums der Deutschen Forschungsgemeinschaft zu Fragen der guten wissenschaftlichen Praxis und wissenschaftlichen Fehlverhaltens; seit Mai 2016 als dessen Sprecher.
Rixen ist seit 2016 Berater der Kommission für gesellschaftliche und soziale Fragen der Deutschen Bischofskonferenz und hat als Mitglied einer von der Deutschen Bischofskonferenz beauftragten unabhängigen Arbeitsgruppe Empfehlungen zur Reform des Entschädigungsverfahrens für die Opfer sexuellen Missbrauchs erarbeitet.
Von April 2020 bis April 2024 gehörte Rixen auf Vorschlag der CDU/CSU-Fraktion dem Deutschen Ethikrat an.
Rixen war Prozessbevollmächtigter der Verfassungsbeschwerden von minderjährigen Beschwerdeführern und ihren Eltern gegen eine Masern-Impfpflicht für Kita-Kinder, die mit Beschluss vom 21. Juli 2022 vom Bundesverfassungsgericht zurückgewiesen wurde.
Von Juni 2022 bis Anfang Dezember 2022 war Rixen vom Land Nordrhein-Westfalen benanntes Mitglied der „Unabhängigen Aufarbeitungskommission des Erzbistums Köln“ zur Aufarbeitung von sexualisierter Gewalt, zu dessen Vorsitzendem er im August 2022 gewählt wurde. Sein Rücktritt von Vorsitz und Mitgliedschaft des Gremiums am 5. Dezember 2022 verursachte einen Eklat. Rixen begründete diesen Schritt damit, dass sich seine anfänglichen Zweifel an einer unabhängigen und effektiven Arbeit des siebenköpfigen Gremiums bestätigt hätten. Rixen zufolge hatten Gespräche der Kommission mit Kardinal Rainer Maria Woelki und dessen Büro, sowie mit der Interventionsbeauftragten des Erzbistums Köln bei ihm das „massive Störgefühl“ hinterlassen, dass er der Aufrichtigkeit der Gesprächspartner nicht trauen könne.
Im Januar 2023 wurde Stephan Rixen als Mitglied der Unabhängigen Kommission zur Aufarbeitung sexuellen Kindesmissbrauchs berufen.
Rixen ist verheiratet und hat zwei Kinder.

## Schriften (Auswahl)
- Lebensschutz am Lebensende: Das Grundrecht auf Leben und die Hirntodkonzeption; zugleich ein Beitrag zur Autonomie rechtlicher Begriffsbildung. Duncker und Humblot, Berlin 1999, ISBN 3-428-09727-0 (Schriften zum öffentlichen Recht; Bd. 795. Zugl.: Gießen, Univ., Diss., 1998).
- Sozialrecht als öffentliches Wirtschaftsrecht: Am Beispiel des Leistungserbringerrechts der gesetzlichen Krankenversicherung. Mohr Siebeck, Tübingen 2005, ISBN 3-16-148573-4 (Jus publicum; Bd. 130. Zugl.: Köln, Univ., Habil.-Schr., 2004).
- mit Wolfram Höfling: Fälle zum Staatsorganisationsrecht. 6. Auflage. C.H. Beck, München 2019, ISBN 978-3-406-72445-9.
- Rechtsgutachten: Verfassungsfragen der Masernimpfpflicht: Ist die Impfpflicht nach dem geplanten Masernschutzgesetz verfassungswidrig? Lehrstuhl für Öffentliches Recht, Sozialwirtschafts- und Gesundheitsrecht der Universität Bayreuth. Bayreuth 2019. [16]
- mit Stefan Muckel und Markus Ogorek: Sozialrecht. In: Grundrisse des Rechts. 5., neu bearbeitete  Auflage. Beck, München 2019, ISBN 978-3-406-69027-3.
- mit Jens Kersten: Der Verfassungsstaat in der Corona-Krise. 3. Auflage. C.H. Beck, München 2022, ISBN 978-3-406-79384-4.